# مؤسسه علم و فناوری پیشرفته کنیا
مؤسسه علم و فناوری پیشرفته کنیا یک دانشگاه دولتی است که فقط برای مقاطع تحصیلات تکمیلی در نظر گرفته شده است و در سال ۲۰۲۱ تأسیس گردید. هدف از تأسیس این دانشگاه، برطرف سازی کمبود مهندسان ماهر مورد نیاز برای کشور و منطقه است، و همچنین برای تبدیل کنیا به یک کشور صنعتی تا سال ۲۰۳۰ است.

## ساخت‌وساز و تأمین مالی
هزینه ساخت این مؤسسه با دریافت وام ۱۰ میلیارد شیلینگ کنیا (۷۲ میلیون دلار آمریکا) توسط دولت کنیا از بانک صادرات-واردات کره تأمین گردید.

## آکادمی‌ها
این دانشگاه در ابتدا با شش دپارتمان شروع به فعالیت خواهد کرد:
- مهندسی مکانیک
- مهندسی برق و الکترونیک
- مهندسی فناوری اطلاعات و ارتباطات
- مهندسی شیمی
- مهندسی عمران
- زیست‌فناوری کشاورزی.